# Acalypha brevipetiolata
Acalypha brevipetiolata é uma espécie de flor do gênero Acalypha, pertencente à família Euphorbiaceae.